# Fernando Arce
Fernando Enrique Arce Ruiz (Tijuana, Baja California, México, 24 de abril de 1980) é um ex-futebolista mexicano que jogava na posição de meio-campo.

## Seleção Nacional
Com a seleção nacional do México disputou a Copa Ouro nos Estados Unidos e a Copa América na Venezuela, ambas em 2007.

## Títulos
Seleção Mexicana
- Copa América de 2007: 3º Lugar